# Adrian Amstutz
Pour les articles homonymes, voir Amstutz.
Adrian Amstutz, né le 2 décembre 1953 à Sigriswil, est un homme politique suisse, membre de l'Union démocratique du centre (UDC).

## Biographie
Durant sa jeunesse, il sert dans l'unité d'élite des éclaireurs-parachutistes des forces aériennes suisses ; il remporte en 1978 la Parachute World Cup. Contraint d'abandonner ses études après avoir épousé sa petite amie, il fonde sa propre entreprise, Amstutz Abplanalp Birri AG, un bureau d'architecte et de direction de travaux, qu'il dirige toujours.
En 1993, Amstutz entre en politique comme maire de son village de Sigriswil et adhère à l'UDC. En 1998, il est élu au Grand Conseil du canton de Berne. Depuis les élections fédérales d'octobre 2003, il représente le canton de Berne au Conseil national. Aux élections fédérales d'octobre 2007, il est réélu avec le plus grand nombre de voix de tous les candidats bernois.
Amstutz est depuis le 1er mars 2008 l'un des cinq vice-présidents de l'UDC suisse. Contrairement à la plupart de ses collègues de l'UDC bernoise, ses orientations politiques sont celles de l'aile radicale du parti national, ce qui le positionne régulièrement comme un successeur potentiel au président de l'UDC suisse Ueli Maurer, au conseiller exécutif bernois Werner Luginbühl ou au conseiller fédéral Samuel Schmid. C'est ainsi qu'il est désigné, le 17 novembre 2008, par l'UDC bernoise pour succéder au conseiller fédéral Schmid après sa démission, candidature qui n'est toutefois pas retenue au niveau fédéral.
Depuis le 23 mai 2008, il est également président central de l'Association suisse des transports routiers (ASTAG). Il appartient aussi au conseil exécutif de la Swiss Olympic Association. Le 6 mars 2011, il est élu au Conseil des États en remplacement de la Conseillère fédérale Simonetta Sommaruga. Il n'est pas réélu lors des élections fédérales d'octobre 2011, perdant son siège au profit du socialiste biennois Hans Stöckli. Il retrouve cependant son siège au Conseil national.
En 2012 il est élu président du Groupe parlementaire de l'UDC à l'assemblée fédérale et ce jusqu'en 2017.
En 2015, il est réélu député au Conseil national comme représentant du canton de Berne lors des élections fédérales.

## Publications
- avec René E. Gygax, Den Eiger kümmerts nicht, Gebundern.